# カダイフ麺

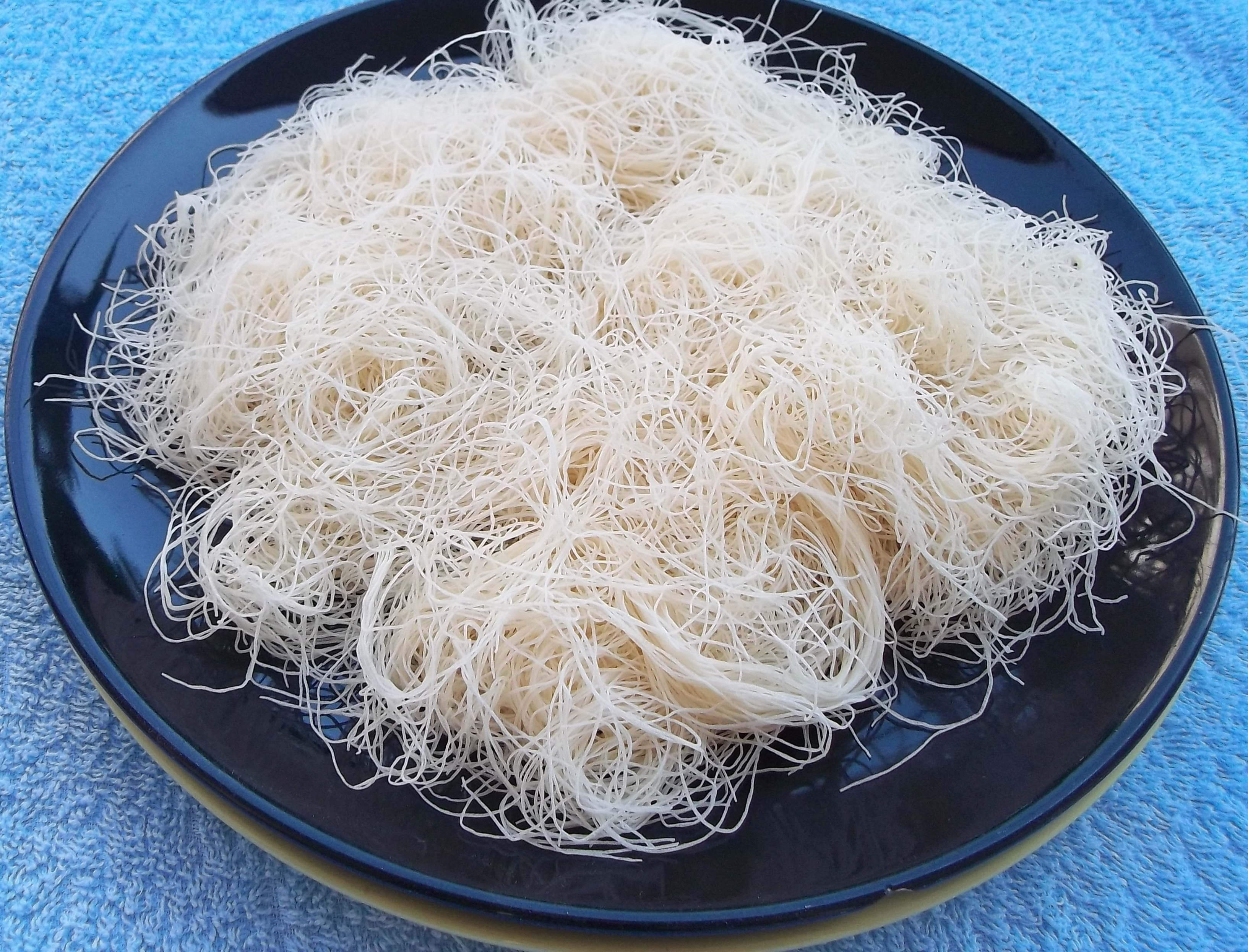
ギリシアではカタイフィと呼ばれ、この麺を材料とした同じ名前の菓子もある

カダイフ麺（カダイフめん、トルコ語: tel Kadayıf、テルカダユフ、それぞれ「ワイヤー」と「薄い」の意、単にカダユフ、カダイフとも。アラビア語: عجينة الكنافة、アジーナ・アル＝クナーファ、クナーフアの生地の意、ただ単にクナーファとも）は、主に中東や東地中海地域で伝統的には小麦粉と水のみから作られる極細の麺状食材である。

## 概要
緩めに作られた小麦粉（セモリナ粉を含む）と水の生地は多数の細い注ぎ口が付いたクーズ（アラビア語: كوز الكنافه、クーズは水差しのことで、ここではクナーファ差しの意）という器具に入れられ、200度から250度に熱せられた銅の大型円形調理用トレイ（アラビア語: صينيَّة、シーニーヤ）上に細い糸状に円を描くように垂らされ、熱を通すことによって作られる。欧米ではバーミセリのようなと表現されるが、カダイフ麺はバーミセリに比べ遥かに多い水分量が生地に加えられることや熱が通されて作られていることが大きな違いであるとともに同麺の特徴となっている。形状が全く違うものの、作り方はむしろクレープに似ていると言われる
頑なに伝統的原料である小麦粉と水だけにこだわる「麺焼き職人」がいる一方、技術が無くても滑らかさと弾力性を加えることが出来るデンプン（主にコーンスターチ）や、味や風味付けのために砂糖、ローズウォーターやオレンジフラワーウォーターを加わえる地域もある。
テルカダユフまたは単にカダユフという名はこの麺を使用したデザート名としても使用され、バクラヴァと並んでトルコなどで人気のあるデザートである。トルコだけでなく食材として中東や地中海沿いの広い地域でさまざまな伝統的デザートなどに使用され、人気が高いクナーフェも地域やタイプよって材料として使用される。
通年を通して需要の高いカダイフであるが、ラマダンの最中はスフール（日の出前の食事）またはイフタール（日没後初の食事）での甘い一皿の食材と使用されるため需要が特に高まる。

## ドバイチョコレートの材料
2020年代には、ピスタチオとカダイフをフィリングに使用したドバイのFIXデザート・ショコラティエの「Can't Get Knafeh of It」と名付けられた板チョコ、通称ドバイチョコレートが人気を呼び、カダイフがチョコレートの食材として広く使用されるようになった。FIXデザート・ショコラティエを真似て、世界中で「ドバイチョコレート」が製造販売された際には、国によってはカダイフの安定供給が得られないとして、地元の麺を代用し作られた製品がドバイスタイルチョコレートとして売り出されることも起きた。

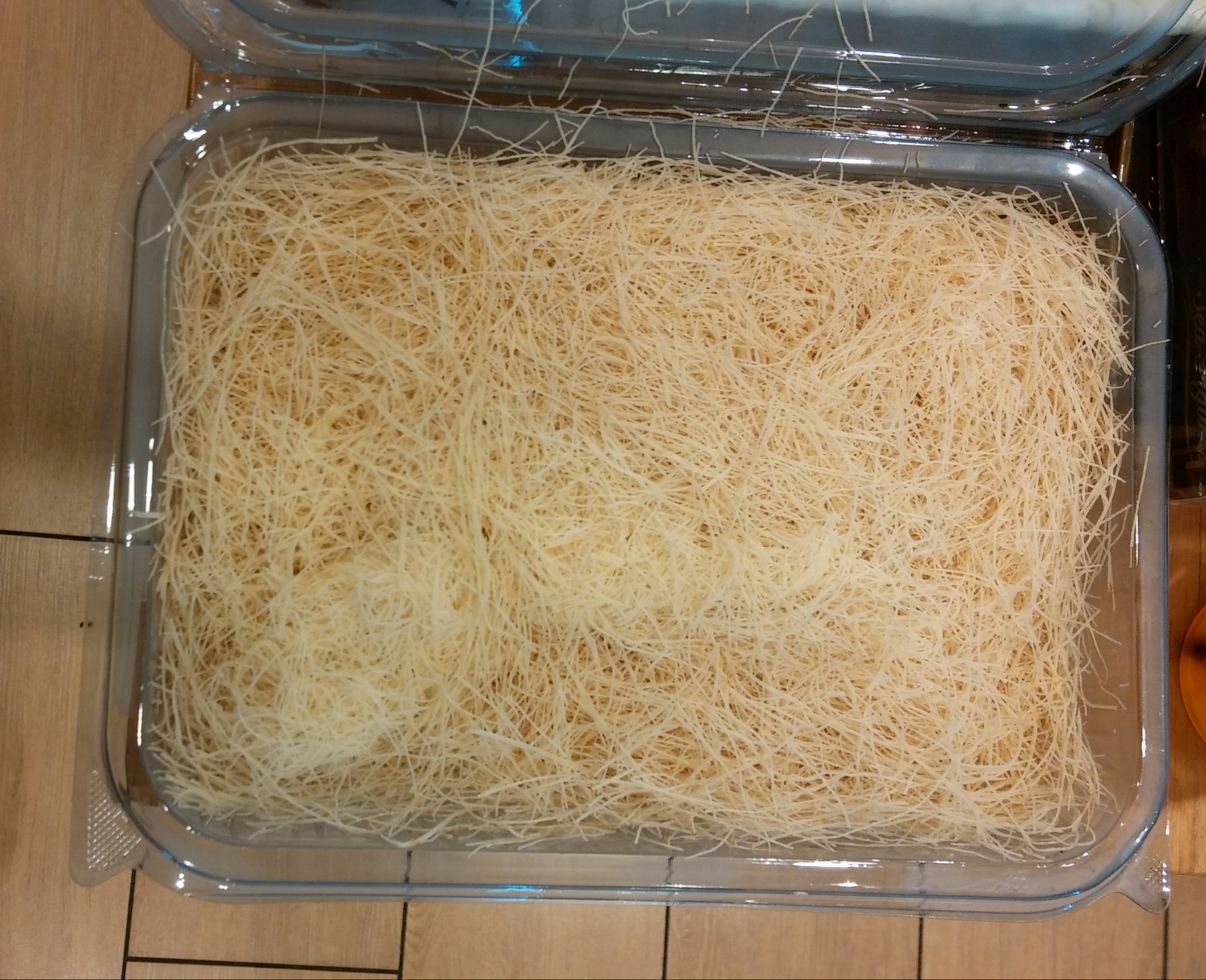
カダイフ麺
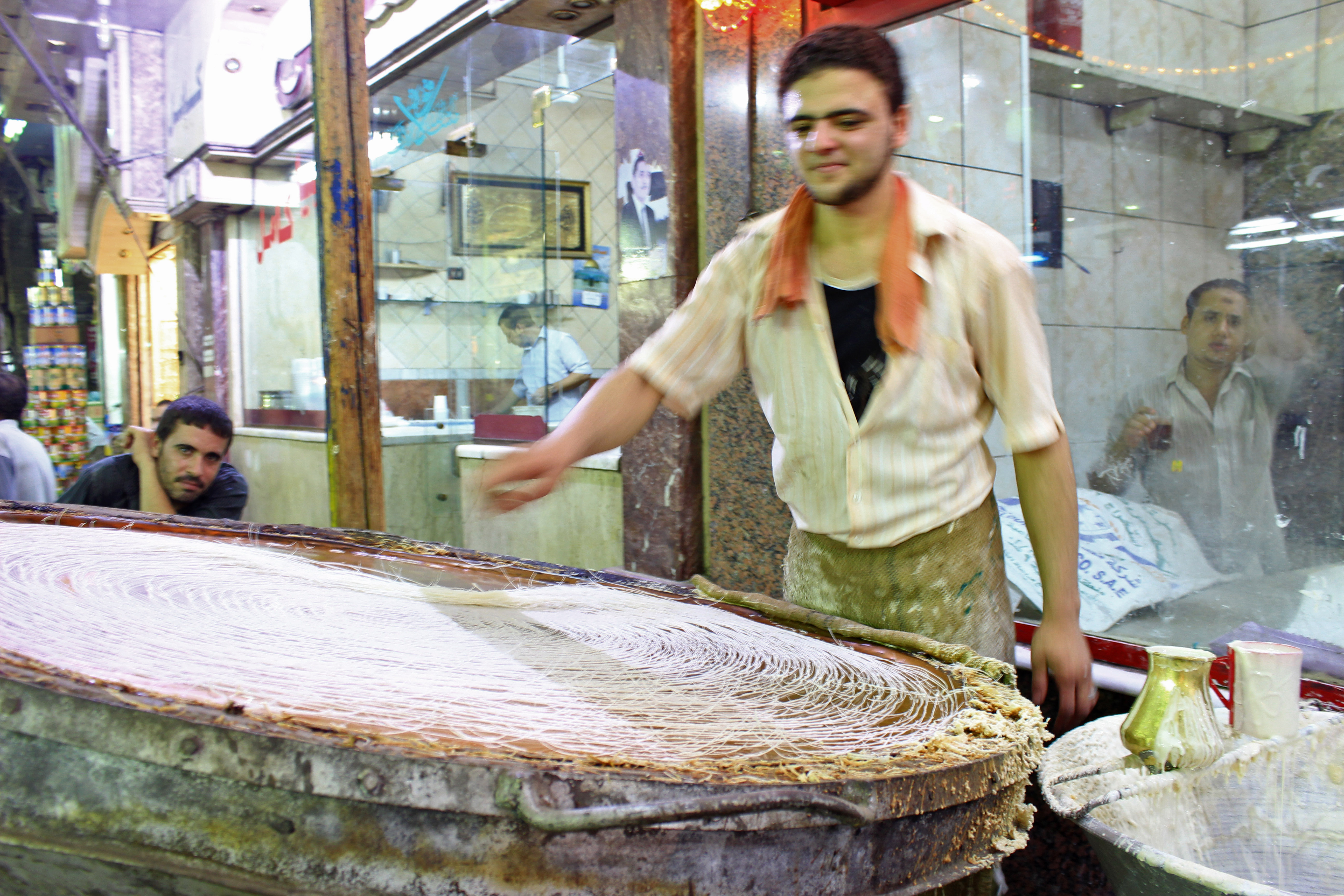
エジプトでは伝統的な手法でクナーファ生地を作る職人。右下の金属製の器は薄い生地を細く垂らすために底にいくつもの注ぎ口が付いたクーズという器具。
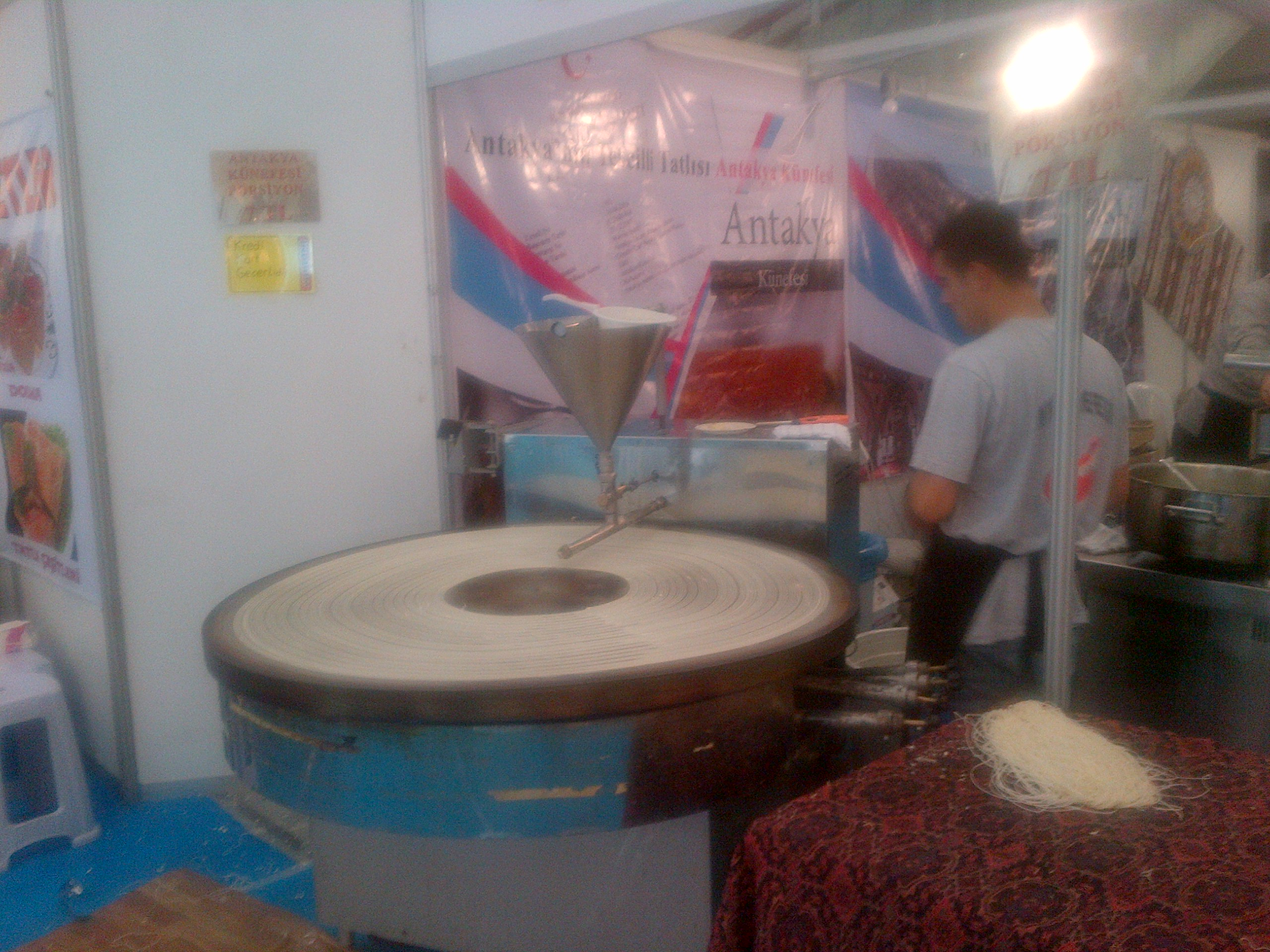
半自動化し、回転する大型円形調理用トレイに上から生地を垂らす器具が設置されたトルコのカダイフ麺工場。
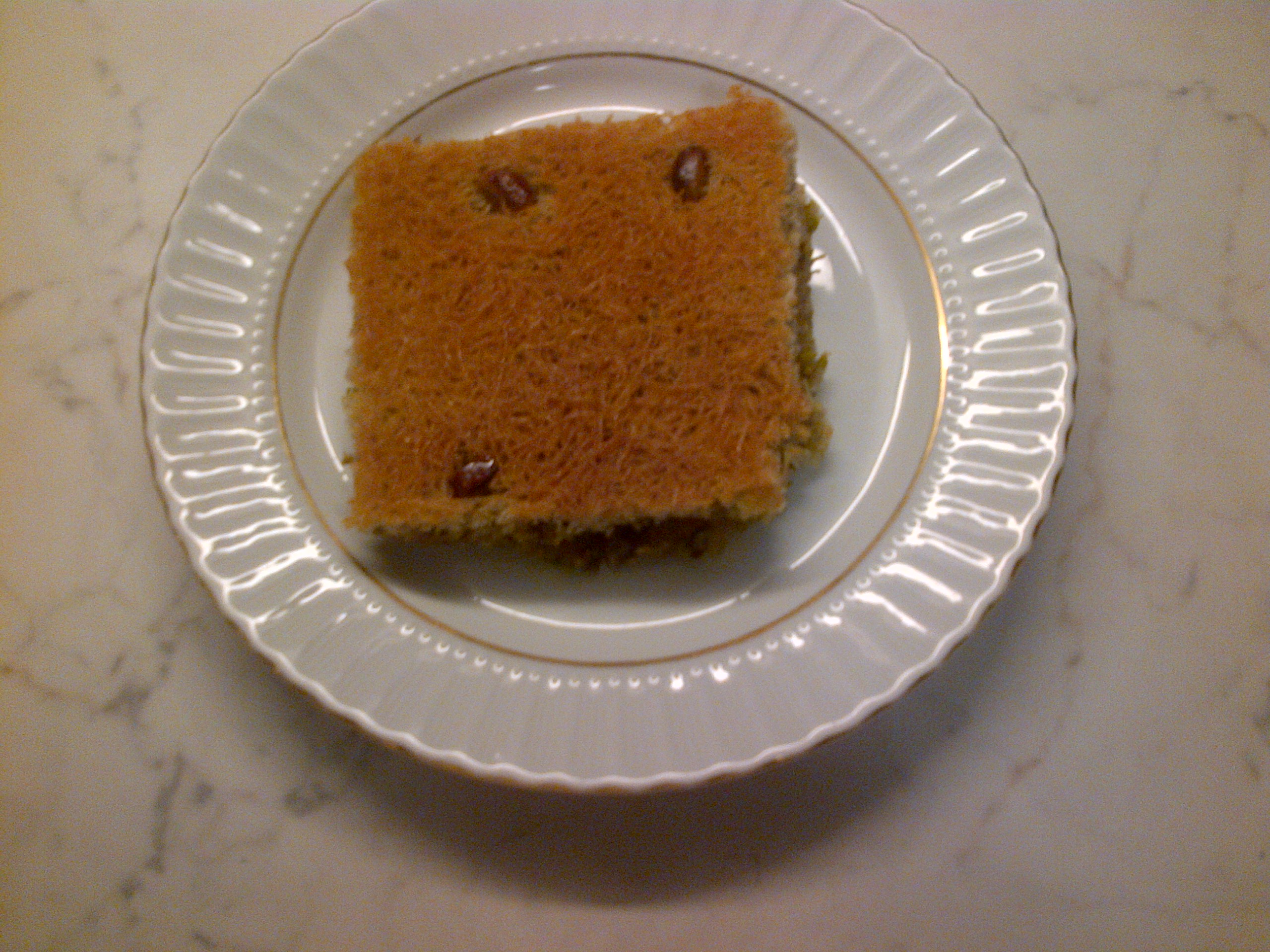
テルカダユフというトルコのデザート
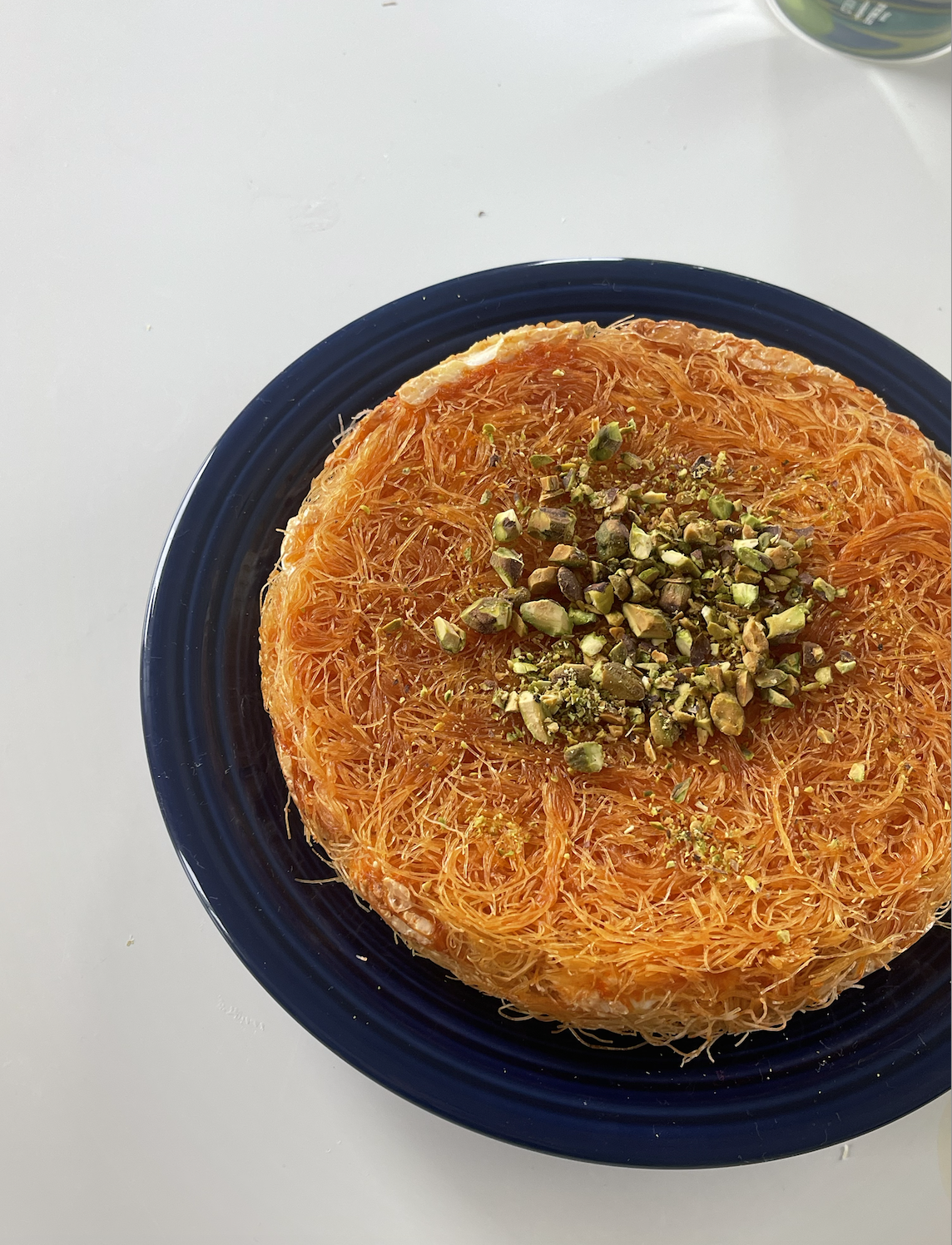
麺状のカダイフを使用したクナーファ・キシュナ（荒いまたは粗いクナーフェの意味）
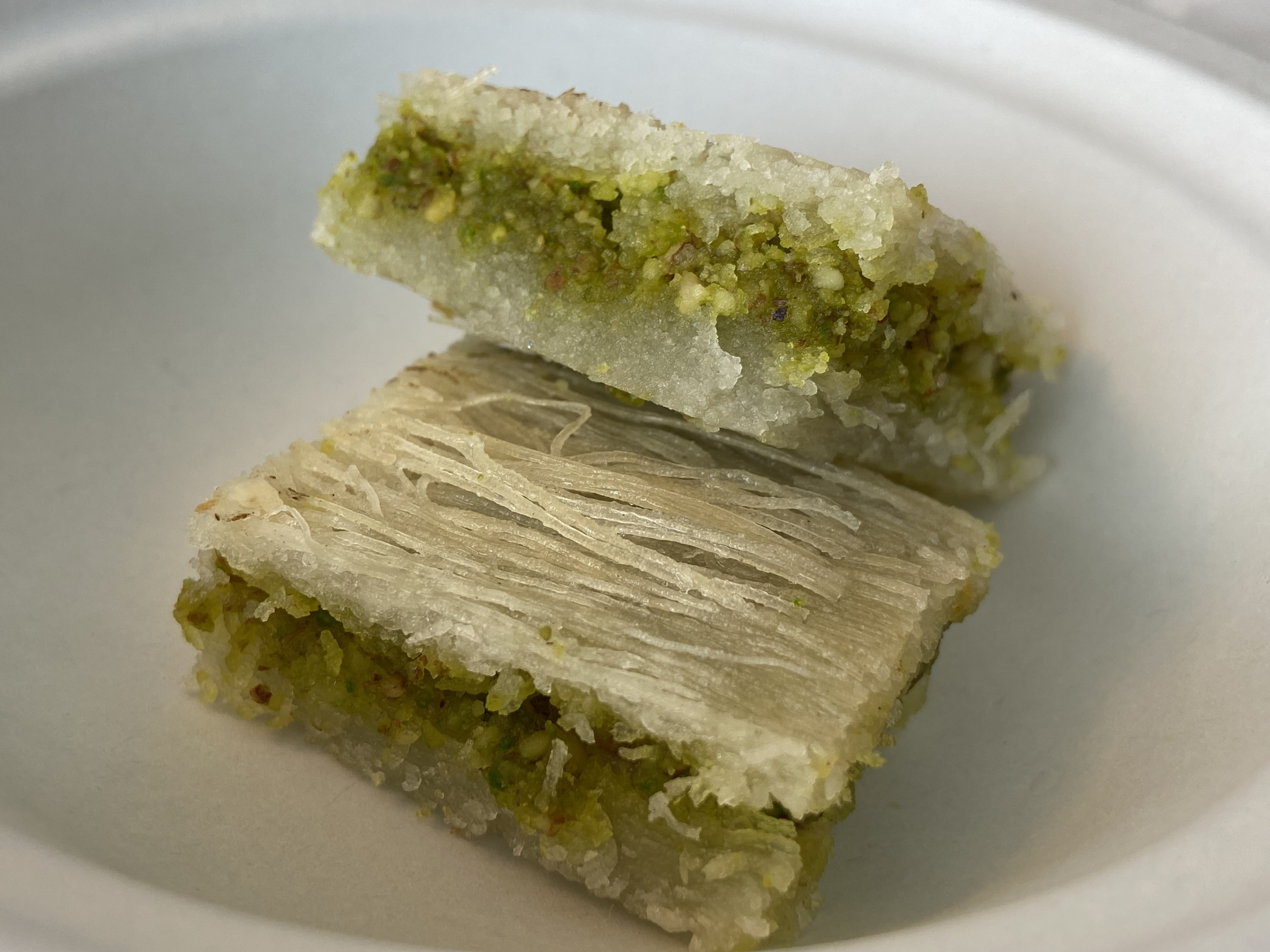
カダイフ麺でピスタチオを挟み焼き色が付かないよう白く仕上げたシリア発祥とされるバッルーリーヤ